# Tsengeltiin Jigjidjav
Tsengeltiin Jigjidjav (mongol : Цэнгэлтийн Жигжиджав), né dans le sum Halzan de la province Sükhbaatar en Mongolie en 1894 et décédé le 22 mai 1933 à Oulan-Bator est un homme politique mongol, Premier ministre du pays d'avril 1930 à juillet 1932.